# Mortoniella chicana
Mortoniella chicana är en nattsländeart som beskrevs av Sykora 1999. Mortoniella chicana ingår i släktet Mortoniella och familjen stenhusnattsländor. Inga underarter finns listade i Catalogue of Life.